# Gordon Freeman

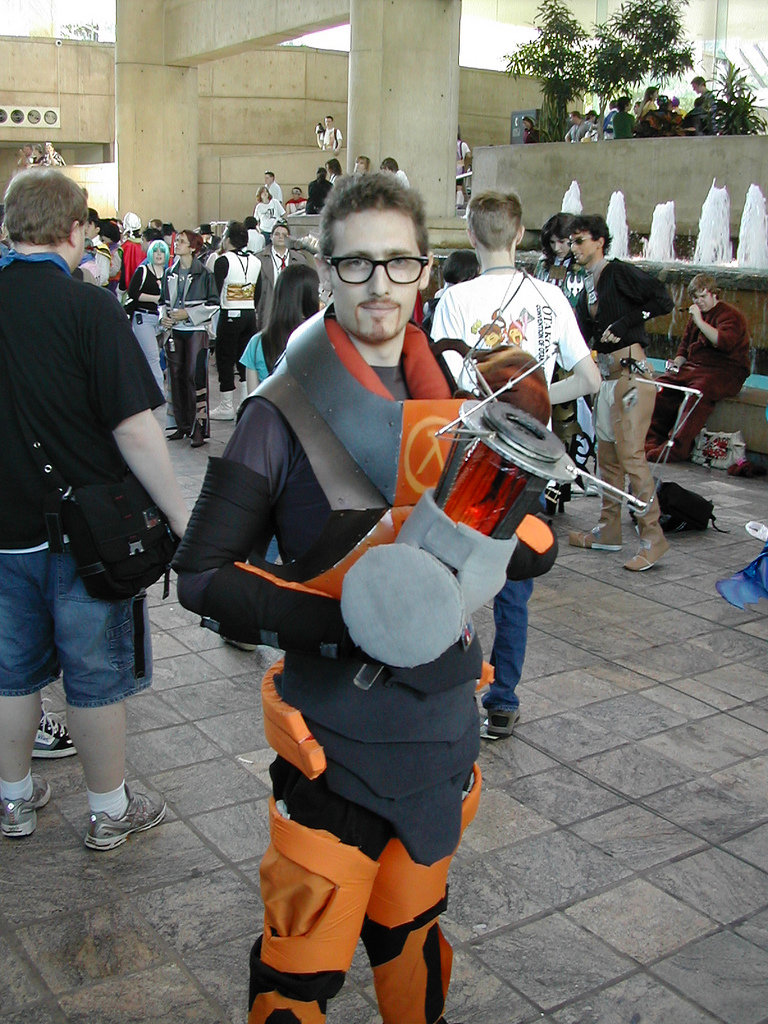
Cosplay Gordona Freemana z działem grawitacyjnym (Otakon 2008)

Gordon Freeman – postać fikcyjna, główny bohater serii gier komputerowych pod tytułem Half-Life.

## Projekt postaci
Prezes Valve Corporation i reżyser gry Half-Life, Gabe Newell, wymyślił nazwisko „Gordon Freeman” podczas rozmowy ze scenarzystą gry, Markiem Laidlawem, w swoim samochodzie. Laidlaw pierwotnie nazwał postać „Dyson Poincaré” łącząc nazwiska fizyka i filozofa, Freemana Dysona, oraz matematyka Henriego Poincaré. Wizerunek Gordona dla gry Half-Life 2 został stworzony poprzez wymieszanie zdjęć twarzy czterech osób. Wcześniejszy model bohatera znany jako „Iwan, kosmiczny motocyklista” (ang. Ivan the Space Biker) posiadał pełną brodę, która z czasem została przycięta. Inne iteracje konceptu postaci zawierały hełm, kucyk i różne rodzaje okularów.
Gordon wyposażony jest w ochronny kombinezon HEV, chroniący przed promieniowaniem, wyładowaniami energii i urazami. W pierwszej grze korzysta z modelu HEV wz. IV (Mark IV), a w kolejnych – z jego ulepszonych wersji. Ma też do dyspozycji działo grawitacyjne (ang. gravity gun), pozwalające na manipulację innymi przedmiotami, np. przyciągnięcie beczki i wyrzucenie jej w powietrze.